# Howard Griffiths
Howard Laurence Griffiths (* 24. Februar 1950 in Hastings, England) ist ein britischer Dirigent.

## Leben und Wirken
Howard Griffiths studierte am Royal College of Music in London (England). Seit dem Jahre 1981 lebt er in der Schweiz.
Von 2007 bis 2018 war er Generalmusikdirektor des Brandenburgischen Staatsorchesters Frankfurt (Oder), davor, von 1996 bis 2006, Künstlerischer Leiter des Zürcher Kammerorchesters (ZKO). 
Als Gastdirigent ist er weltweit mit diversen Orchestern aufgetreten. Dazu gehören das Royal Philharmonic Orchestra, das BBC National Orchestra of Wales, das London Philharmonic Orchestra, das English Chamber Orchestra, das Orchestre National de France, das Tschaikowsky Sinfonieorchester des Moskauer Rundfunks, das Israel Philharmonic Orchestra, das Filharmonia Narodowa Warszawy, das Orquestra Nacional de España, das Taipei Symphony Orchestra, das RSO Wien, das Mozarteumorchester Salzburg, das Deutsche Sinfonieorchester Berlin, das Konzerthausorchester Berlin, verschiedene deutsche Rundfunkorchester (das Sinfonieorchester des WDR, das hr-Sinfonieorchester, die Deutsche Radio Philharmonie, das Münchner Rundfunkorchester sowie das Orchester des NDR Radiophilharmonie Hannover).
In seiner Karriere produzierte er über hundertfünfzig CD-Aufnahmen mit verschiedenen Plattenlabels (Warner, Universal, cpo, Sony, Koch, Alpha Classics). Er musizierte u. a. mit Maurice André, Kathleen Battle, Joshua Bell, Rudolf Buchbinder, Augustin Dumay, Sir James Galway, Bruno Leonardo Gelber, Evelyn Glennie, Edita Gruberova, Mischa Maisky, Olli Mustonen, Güher Pekinel und Süher Pekinel, Mikhail Pletnev, Julian Rachlin, Vadim Repin, Maria João Pires, Fazil Say, Gil Shaham und Thomas Zehetmair.
Howard Griffiths engagiert sich regelmäßig für zeitgenössische Musik und arbeitete eng mit Komponistinnen und Komponisten wie Sofia Gubaidulina, George Crumb, Arvo Pärt und Mauricio Kagel und Hans Werner Henze zusammen. Mit verschiedenen Orchestern zusammen entstanden Crossover-Projekte, etwa mit Giora Feidman, Roby Lakatos, Burhan Öçal oder Abdullah Ibrahim; er dirigierte mit dem ZKO die Original-Musik zu Filmen von Charles Chaplin live zur Film-Projektion auf Großleinwand. 
Ebenso setzt sich Howard Griffiths mit der Musikförderung von Kindern und Jugendlichen auseinander; so entstanden in Zusammenarbeit mit dem Brandenburgischen Staatsorchester Frankfurt bereits mehrere Educational-Projekte, im Jahr 2013 die Aufführung von Carl Orffs Carmina Burana mit Schülern aus Frankfurt (Oder) und der polnischen Nachbarstadt Słubice. 2012 erschien sein Kinderbuch Die Hexe und der Maestro, das für verschiedene Preise nominiert wurde. Es folgten drei weitere Kinderbücher: Die Orchestermäuse, Das fliegende Orchester sowie Jin und die magische Melone. Bei all seinen Orchestermärchen arbeitete Howard Griffiths eng mit dem Schweizer Komponisten Fabian Künzli zusammen, der die Orchestermusik beisteuerte.
Griffiths’ Tätigkeit bei der Orpheum Stiftung, deren künstlerischer Leiter er seit 2000 ist, sowie bei der Zürcher Animato Stiftung zur Förderung junger Solistinnen und Solisten zeugen von seinem Engagement in der Unterstützung junger Musiker.
In der jährlichen New Year’s Honours List, die Queen Elisabeth II. jeweils zum Neujahrstag bekannt gibt, wurde Howard Griffiths 2006 wegen seiner Verdienste um das Musikleben in der Schweiz zum „Member of the British Empire“ ernannt. Am Ende seiner Tätigkeit als künstlerischer Leiter des Brandenburgischen Staatsorchesters Frankfurt ist er für seine künstlerische Leistung und sein gesellschaftliches Engagement während dieser Zeit mit dem Verdienstorden das Landes Brandenburg geehrt worden.

## Auszeichnungen
- 2019 Verdienstorden des Landes Brandenburg